# Säynäjärvi (sjö i Finland, Kajanaland, lat 64,32, long 30,12)
Säynäjärvi är en sjö i Finland. Den ligger i kommunen Kuhmo i landskapet Kajanaland, i den östra delen av landet, 500 km nordost om huvudstaden Helsingfors. Säynäjärvi ligger 190,7 meter över havet. Den ligger vid sjön Kaurojärvi. Den är 11,7 meter djup. Arean är 57,6 hektar och strandlinjen är 5,33 kilometer lång. Sjön  ingår i Uleälvens huvudavrinningsområde. 